# 珠龙镇
珠龙镇，是中华人民共和国安徽省滁州市南谯区下辖的一个乡镇级行政单位。

## 行政区划
珠龙镇下辖以下地区：
清流社区、珠龙村、北关村、陈王村、广卫村、木庄村、兴珠村、官塘村和三富村。